# Stemmiulus camerounensis
Stemmiulus camerounensis är en mångfotingart. Stemmiulus camerounensis ingår i släktet Stemmiulus och familjen Stemmiulidae. Inga underarter finns listade i Catalogue of Life.